# Đồng(II) chromat
Đồng(II) chromat là một hợp chất vô cơ của đồng(II) và axit cromic có công thức hóa học CuCrO4, tồn tại dưới dạng tinh thể màu nâu đỏ, tan ít trong nước.

## Điều chế
Đồng(II) chromat có thể điều chế bằng cách đun nóng cẩn thận hỗn hợp đồng(II) oxide và chromi(VI) oxide hoặc cho đồng(II) oxide phản ứng với acid chromic.

## Tính chất vật lý
Đồng(II) chromat tạo thành tinh thể màu nâu đỏ của hệ tinh thể trực thoi, nhóm không gian Cmcm, thông số mạng tinh thể a = 0,5433 nm, b = 0,8968 nm, c = 0,589 nm, Z = 4, cấu trúc giống CrVO4.
Nó tan ít trong nước, tan trong ethanol.

## Ứng dụng
Đồng(II) chromat thường được sử dụng trong thuốc diệt nấm, chất bảo vệ hạt giống, chất bảo quản gỗ, chất cầm màu và chất bảo quản trong dệt may.

## Hợp chất khác
CuCrO4 còn tạo một số hợp chất với NH3, như CuCrO4·¾NH3·1,25H2O là bột vô định hình màu nâu, CuCrO4·3,5NH3·½H2O là tinh thể lục nhạt-đen hay CuCrO4·4NH3 là tinh thể lục đậm bị phân hủy bởi nước.